# 拝泉県
拝泉県（はいせん-けん）は、中華人民共和国黒竜江省チチハル市に位置する県。県人民政府の所在地は拝泉鎮。国家級貧困県に指定されている。

## 地理
北部は克山県、北東部は克東県、東部は綏化市・海倫市（県級市）、南部は綏化市・明水県（県）そして西部を依安県と行政区境となっている。北西から南西にかけて省道203号が走り、南西から北東にかけて国道202号が走っている。本県の中央付近で交差している。

## 歴史
拝泉の旧称は巴拝であり、県西南部に位置する巴拝泉子（俗称は大泡子）に由来する。巴拝泉は別称を「八百泉」とも称し、モンゴル語では「巴拝布拉克」と称した。「巴拝」とは「宝物」や「貴重なもの」を意味し、「布拉克」は「泉」を意味し、この表記を組み合わせ拝泉と命名された。
清初は斉斉哈爾副都統が管轄し、清代中期以降は伊克明安旗の管轄地とされた、清末に黒竜江将軍により開拓事業が進められ、1905年（光緒31年）に巴拝荒務行局が設置、翌年2月1日に拝泉県が設置された。

## 行政区画
下部に7鎮、9郷を管轄：
- 鎮：拝泉鎮、三道鎮、興農鎮、長春鎮、竜泉鎮、国富鎮、富強鎮
- 郷：新生郷、興国郷、上升郷、興華郷、大衆郷、豊産郷、永勤郷、愛農郷、時中郷

## 交通

### 道路
- 国道
  -  G202国道
- 省道
  -  203省道
- 県道
  -  024県道
  -  049県道

## 健康・医療・衛生
- 拝泉県人民医院
- 拝泉県婦幼保健院